# ونسا اینکنترادا
ونسا اینکُنترادا (ایتالیایی: Vanessa Incontrada؛ زادهٔ ۲۴ نوامبر ۱۹۷۸) یک مدل، هنرپیشه و مجری تلویزیون ایتالیایی-اسپانیایی است.
از فیلم‌ها یا مجموعه‌های تلویزیونی که وی در آن‌ها نقش داشته‌است می‌توان به افسون‌شده اشاره نمود که در جشنواره فیلم کن ۲۰۰۳ به‌نمایش درآمد.